# لطفاً مرا بکش
لطفاً مرا بکش (انگلیسی: Kill Me Please) یک فیلم کمدی بلژیکی - فرانسوی است که در سال ۲۰۱۰ منتشر شد.

## بازیگران
- اورلیان رکوان
- بنوآ پولورد
- بولی لنر
- فیلیپ نائون
- ویرژینی افیرا